# Ich
Ich tritt als Fachterminus in verschiedenen Theorien der Philosophie, Psychologie, Theologie und Soziologie, aber auch in Religion und Esoterik auf. Als Personalpronomen verweist die aussagende Person mit ich auf sich selbst. Das Selbst, das Selbstbewusstsein als aktiver Träger des Denkens oder Handelns, und das Selbstbild werden auch als Ich bezeichnet. Wissenschaftssprachlich wird die lateinische Entsprechung Ego oft synonym verwendet, gelegentlich werden mit Ich und Ego aber auch zu unterscheidende Aspekte des Selbsts benannt. In Sigmund Freuds Strukturmodell der Psyche ist es eine der drei psychodynamischen Instanzen. Linguistisch ist das Ich eines der Ausgangskoordinaten der Deixis (Hier-Jetzt-Ich-Origo). 

## Philosophie
Das Ich spielt spätestens seit René Descartes berühmtem cogito, ergo sum (aus dem lat.: ich denke, also bin ich) eine herausgehobene Rolle in der Philosophie des Abendlandes. Descartes erhob die Existenz des Ich als ein Subjekt von Gedanken zur einzig zweifelsfreien Grundlage philosophischen Denkens und jeglichen Wissens überhaupt. Das Ich wurde damit zum Ausgangspunkt einer Philosophie der Subjektivität, die sich von der Aufklärung bis in die Moderne hält (Solipsismus). Die Rationale Psychologie verstand die Gewissheit der Existenz des Ich als Subjekt der Gedanken als Nachweis der Existenz einer immateriellen Seele. Im Deutschen Idealismus wurden Ich und Nicht-Ich bei Johann Gottlieb Fichte sogar Prinzipien einer metaphysischen Letztbegründung der Welt. Die Moderne betrachtet die Bedingungsverhältnisse zwischen Ich und Welt sowohl in erkenntnistheoretischer wie in metaphysischer Hinsicht differenzierter.
Hans-Georg Gadamer sieht eine grundsätzliche Auseinandersetzung bereits beim Kleinkind, das zum ersten Mal im Leben das Wort „Ich“ verwendet: „Wenn ein Kind zum erstenmal Ich sagt. Was ist da passiert? Ist es nicht mehr Ich, dass es Ich sagen kann? […] Das ist das Urteil. Das ist das Geheimnis des Seins, dass es so etwas, wie ein Selbstbewusstsein gibt, das nicht den Charakter von Hier ist das denkende Ich und dort ist das, worüber ich denke als etwas Anderes … [trägt] …. Sondern hier ist das Ich mit sich selber sozusagen identisch.“ Gadamer zufolge zeigt sich mit dem Ich „die Lebensbewegung des Seins selber“. Das älteste Systemprogramm des deutschen Idealismus formuliere, was Friedrich Wilhelm Joseph Schelling im deutschen Idealismus am besten gezeigt habe, dass „die Ichheit in der Natur selber sich als der Schlüssel für alle Naturerscheinungen denken lässt“.
Ansgar Beckermann argumentiert unter dem Titel "Es gibt kein Ich, doch es gibt mich", dass schon grammatikalisch „das Ich“ (ebenso wie „das Selbst“) nicht korrekt ist. Beides seien keine Substantive und somit keine Entitäten. Das Wort „ich“ ist „ein indexikalischer Ausdruck, der jeweils die Person bezeichnet, die diesen Ausdruck äußert“.

Friedrich Voßkühler kommt zu zwei Charakteristika des Ich:

„[E]inerseits wird das Ich bin Ich zum Grundsatz der Philosophie, bringt es das Sein im ganzen unter seine Identität, so dass die Ontologie sich in der Moderne zur Egologie als Wissenschaft ausgestalten kann. Andererseits aktiviert das Ich dagegen das mythische Bewusstsein, die Sehnsucht, nicht das Sein im ganzen auf seine Schultern zu nehmen, sondern in das Ur-Eine zurückzukehren und die Macht des principium individuationis zu brechen.“

## Psychologie
In der modernen Psychologie wird häufiger von Bewusstsein oder Selbstbewusstsein gesprochen, Das Ich findet sich als Thema in Bereichen, in denen es oft um die persönliche Identität geht, vor allem in der differentiellen Psychologie oder in der klinischen Psychologie. 

### Psychoanalyse
Eine spezielle Ausrichtung erfuhr der Begriff in der Psychoanalyse Sigmund Freuds. Dem Ich wird in der Weiterentwicklung der Psychoanalyse, der Ich-Psychologie, eine besondere Bedeutung bei der Genese psychischer Krankheiten zugesprochen. Besonders Anna Freud und Heinz Hartmann haben das Ich als Instanz genauer differenziert. Hierbei sind besonders die Abwehrmechanismen und die Ich-Funktionen zu nennen. Die von Anna Freud beschriebenen und vielfach weiterentwickelten Abwehrmechanismen beschreiben die Fähigkeit des Ichs, unangenehme Gefühle und Gedanken auf verschiedene Weise abzuwehren, so dass sie dem Bewusstsein nicht mehr direkt zugänglich sind.
Hartmann, der als eigentlicher Begründer der Ich-Psychologie gilt, hat insbesondere die Funktionen des Ichs hervorgehoben und die Entwicklung des Ichs beschrieben. Die Funktionen des Ichs entwickeln sich hauptsächlich in der Abwesenheit von Konflikten, der sogenannten konfliktfreien Ich-Sphäre.
Heute können unzählige verschiedene Ich-Funktionen unterschieden werden, von denen Wolfgang Mertens (in Anlehnung an Bellak und Meyers) einige benennt, wie Realitätsprüfung, Urteilen, Realitätssinn, Regulation von Trieb und Affekt, Objektbeziehungen, Denken, adaptive Regression im Dienste des Ich, Abwehr, Stimulusschranke, Autonomie, synthetische Funktionen, Bewältigungskompetenzen (oder Copingstrategie).

### Neuronale Grundlagen
V. S. Ramachandran machte 2009 mehrfach den Vorschlag, dass die neuronale Repräsentation der Selbstwahrnehmung analog der Repräsentation der Fremdwahrnehmung sein könne. So wie das Verhalten anderer Lebewesen neuronal präsentiert werde, so könne auch das eigene Verhalten neuronal präsentiert werden. Ausgelöst wurde der Vorschlag u. a. durch die Entdeckung der Spiegelneuronen. Diese reagieren bei der Beobachtung von Aktionen, z. B. eines Fußtritts, genauso wie bei der Selbstausführung der Aktion. Ramachandran hielt es für plausibel, dass sich die neuronalen Mechanismen von Fremd- und Selbstrepräsentation während der Evolution parallel entwickelten.

### Nicht-menschliches Selbstbewusstsein
Allgemein geht man davon aus, dass nur der Mensch sich seines Ichs bewusst sei (Selbstbewusstsein). Bestimmte Traditionen betrachten dies als Unterscheidungsmerkmal zwischen Mensch und Tier. Einige wissenschaftliche Studien deuten an, dass auch diverse Affenarten, Delfine, Elefanten und Elstern ein Bewusstsein über sich selbst besitzen. Hier wird unter anderem angeführt, dass sich Exemplare dieser Tierarten im Spiegel selbst erkennen. Die Fähigkeit, sich selbst im Spiegel zu erkennen und den sogenannten Spiegeltest zu bestehen, entwickelt sich beim Menschen in der Regel im ersten oder zweiten Lebensjahr.

## Soziologie

### Symbolischer Interaktionismus
Einen großen Stellenwert nahm das Ich in der in den USA entwickelten mikrosoziologischen Theorie des Symbolischen Interaktionismus ein. Diese Theorie ging von der philosophischen Richtung des Pragmatismus aus, die den Menschen als ein aktives Wesen bezeichnet, das sich seine Welt mittels Interaktion mit ihr selbst konstruiere. Mit anderen Worten: Ohne das Individuum existiere die Welt nicht.
Im Symbolischen Interaktionismus sind die Theorien von Charles Cooley, George Herbert Mead und Erving Goffman richtungsweisend.
Charles Cooley war der erste, der sich mit dem Ich im Rahmen dieser Theorie beschäftigte. Für ihn entsteht das Selbst, bzw. das Ich, einzig und allein in der Interaktion des Individuums mit seiner Umwelt. Sein Modell wird auch Looking-glass self (etwa „Spiegel-Ich“) genannt, da sich das Individuum seiner Theorie zufolge nach der Weise definiert, wie es von anderen Menschen wahrgenommen wird.
George Herbert Mead ging von einer ähnlichen Theorie aus. Nach William James gibt es jedoch zwei Dimensionen des Ich, das I und das ME. Das ME entspricht in etwa dem Spiegel-Ich Cooleys, es besteht aus der Reflexion mit dem Umweg über die Gesellschaft, in Form von Normen und Regeln. Das I jedoch ist eine autonome, unvorhersehbare, individuelle Dimension des Ich. Dieses I als Prozess, der auf das Me schaut, entspricht am ehesten dem Verständnis des Ichs von Jane Loevinger. Diese hat in ihrem Modell der Ich-Entwicklung erforscht, wie sich das Ich in verschiedenen Stufen der persönlichen Reife entwickelt. Hier befindet sich laut Mead die menschliche Kreativität. I und ME befinden sich in einer permanenten Interaktion untereinander.
Erving Goffman sieht das Ich dagegen in seinem sogenannten Dramaturgischen Modell als eine Art Schauspieler an, das in verschiedenen Situationen verschiedene Formen annimmt. Laut Goffman ist es unmöglich, das Ich einer Person wirklich zu definieren, da dieses Ich auch in der Selbstreflexion verschiedene Rollen annehmen kann.

## Gesprächsanalyse
Ob und wann das „Ich“ ersetzt wird (etwa durch „man“ oder „wir“), und wieweit dies mit Unsicherheit und Selbstwertgefühl zu tun hat, kann in der Gesprächsanalyse, etwa in der Psychologie oder der Soziologie untersucht werden. Einige Sprecher verwenden so anstelle des Personalpronomens „ich“ das Indefinitpronomen „man“, um die eigene Situation zu verallgemeinern, zum Beispiel bei regelmäßigen Abläufen. „Man steht spät auf, isst Mittag und ist schon wieder müde.“ In umgangssprachlichen und Songtexten fällt das „Ich“ oft mit dem „Du“ zusammen. Auf diese Weise werden Weisheiten oder Pseudoweisheiten als Argumente inszeniert. Manche inszenieren sich in Gesprächssituationen so weit, dass ein theatralisches „Er“ / „Sie“ als Ersatz gewählt wird. Bis hin zum inzwischen akzeptierten „Meinereiner“ ist jedes Singularpronomen, inklusive der Pseudopluralformen Majestatis und Modestiae, geeignet, als Ersatz für das Wort „Ich“ gewählt zu werden. Das Verstehen gewährleisten Gesprächskontext, Gestik und Mimik, Intonation usw. Bezeichnend ist in diesem Zusammenhang besonders die Appellfunktion, die bei Karl Bühler eine der Grundfunktionen der Performanz ist.

## Spiritueller Bereich
Das Transzendieren, die bewusste Klärung von Ich (Ego) und Selbst, ist das Hauptthema und Ziel im Hinduismus und im Buddhismus. Der Schüler (Chela) eines geistigen Weges im Hinduismus (z. B. Yoga) erkennt, dass sein Ich sich im „inneren Selbst“ (dem Atman) auflöst und damit die Einheit mit dem Göttlichen (Brahman) als Selbsterkenntnis stattfindet. Diese Befreiung wird Moksha genannt, im Westen häufig mit Erleuchtung übersetzt. Im Buddhismus hingegen wird die Existenz einer Seele und von etwas Göttlichem verneint (vgl. Anatta), alle Phänomene sind letztendlich Leerheit, und der Weg ist lediglich ein Erwachen zur Erkenntnis der Realität.
Dieses Erlebnis wird im Hinduismus Samadhi genannt, im japanischen Buddhismus Satori. Alle Yogapraxis (Jnana-Yoga, Raja-Yoga) dient nur dazu, diese Täuschung einer eigenen separierten Existenz des Ichs (Egos) zu überwinden. Es gibt in der Erfahrung des eigenen Selbst das Lichterlebnis des Einen ohne ein Zweites (Erleuchtungserlebnis).
Das Ich (Ego) gibt seine Täuschungsexistenz auf und wird eins mit dem Ganzen (mit dem spirituellen Licht des ewigen Lebens). Tatsächlich „wird“ es nicht eins: Da das Ich (Ego) tatsächlich nie existiert hat, wird diese Einheit nach dem Loslassen von der Täuschung eines „Ichs“ als allumfassende Glückseligkeit im ewigen Licht erlebt.
Im ursprünglichen (Theravada) Buddhismus existiert dieses spontane Erleuchtungserlebnis zwar auch, wird aber letztlich als Täuschung bzw. ohne bleibenden Wert begriffen. Das „kleine Tor“ (Lankavatara-Sutra) des Erleuchtungserlebnisses ist dort lediglich ein erster Kontakt mit dem durch Übung zu beschreitenden Weg und kein erstrebenswerter Zustand (vgl. Arhat).
In der Lehre der Sufis (islamische Mystiker) existieren sieben verschiedene Stufen des Selbst (arabisch: nafs), die unterste ist an-nafs al-ammara, das niedere Selbst, die höchste an-nafs al-safiya, das reine Ich. Dazwischen liegen die Stationen der Gottessuchenden auf dem Weg zur göttlichen Einheit (tauhid).

## Trivia

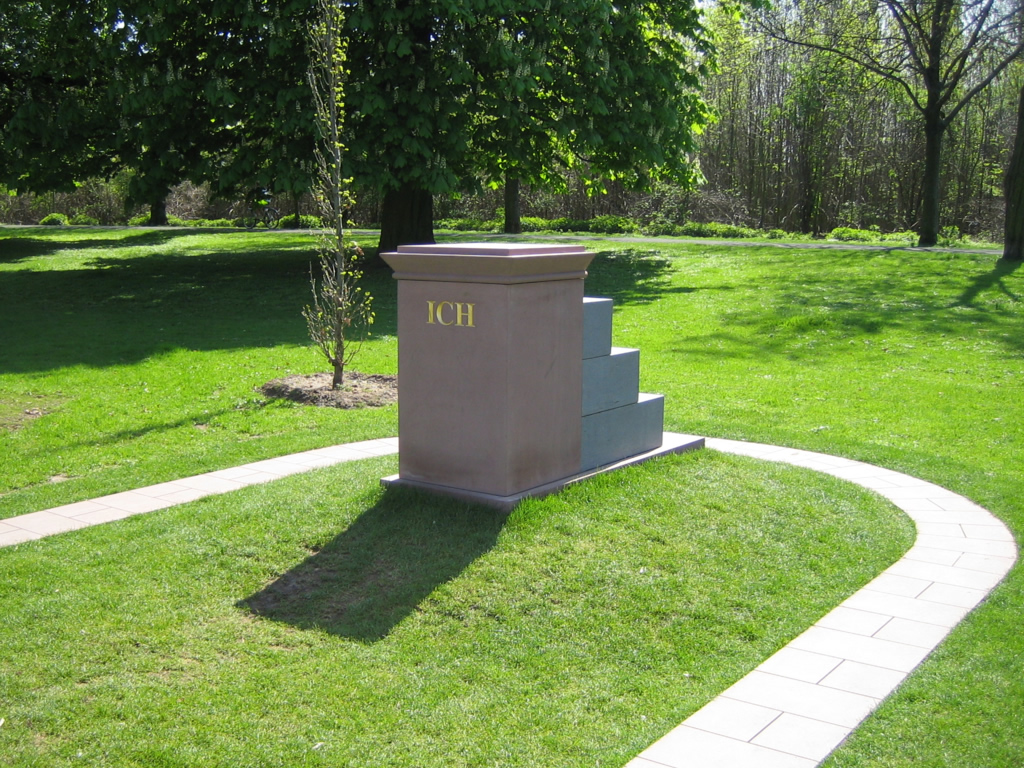
„Ich“-Denkmal

Am südlichen Mainufer in Frankfurt steht das Ich-Denkmal, das von Hans Traxler entworfen und 2005 eingeweiht wurde. Auf einer Tafel hat Traxler seine Idee illustriert, dass den Denkmalsockel jeder benutzen kann, um sich darauf fotografieren zu lassen, und als Kommentar hinzugefügt: „Jeder Mensch ist einzigartig. Das gilt natürlich auch für alle Tiere.“
Im Garten des Museums Haus Esters in Krefeld steht die Neonskulptur ICHS des Künstlers Ludger Gerdes.